# Alexandra Bounxouei
Alexandra Bounxouei (lao : ອເລັກຊານດຣ້າ ບຸນຊ່ວຍ, thaï : อเล็กซานดร้า บุญช่วย) née le 28 mai 1987 est une actrice, chanteuse et mannequin laotienne, qui est populaire au Laos, en Thaïlande et dans les pays d'Asie du Sud-Est. Elle est la première ambassadrice de bonne volonté du PNUD pour le Laos depuis 2013.

## Discographie
- Dream  (2003)
- Forget It (2016)